# Jupisie
Jupisie (ang. Yup Yups) – kanadyjski serial animowany, w Polsce emitowany na kanale CBeebies w latach 2016 - 2020 z licznymi przerwami w emisji. Serial ten nie posiada dubbingu, gdyż postacie nie mówią żadnym z  języków.

## Fabuła
Jupisie to trzy kolorowe i zabawne stworzenia, które wyrażają swoje myśli oraz nastroje poprzez przybieranie różnych postaci i kształtów.

## Obsada
- Diane Salema – wszystkie Jupisie[2]